# Нова Весь (Остроленцький повіт)
Нова Весь (пол. Nowa Wieś) — село в Польщі, у гміні Ольшево-Борки Остроленцького повіту Мазовецького воєводства.
Населення — 842 особи (2011).
У 1975-1998 роках село належало до Остроленцького воєводства.

## Демографія
Демографічна структура станом на 31 березня 2011 року:
|          | Загалом | Допрацездатний вік | Працездатний вік | Постпрацездатний вік |
| -------- | ------- | ------------------ | ---------------- | -------------------- |
| Чоловіки | 418     | 109                | 289              | 20                   |
| Жінки    | 424     | 78                 | 287              | 59                   |
| Разом    | 842     | 187                | 576              | 79                   |